# Бадгир
Бадгир (перс. بادگیر‎, в переводе ветролов) — традиционный персидский, иранский архитектурный элемент, служащий для вентиляции зданий и поддержания нормального температурного баланса в них. Также сохранились и используются в некоторых странах Востока — в Бахрейне, ОАЭ, Пакистане, Афганистане, Саудовской Аравии.

## Общие сведения
Когда был создан первый бадгир — точно не установлено, однако они являются неотъемлемой частью персидской и иранской традиционной архитектуры уже на протяжении столетий.
Каждая башня бадгира имеет по меньшей мере два вертикальных воздушных канала — в отличие от арабских малькаф, имеющих, как правило, всего один канал. Бадгир представляет собой массивную башню, поднимающуюся от самых нижних помещений здания высоко над его крышей. Эта башня разделена, как правило на четыре вертикальных воздушных канала, в верхней части бадгира выходящих на все четыре стороны света (встречаются также шести- и восьмиугольные башни). Эти каналы соответственно погоде и направлениям ветров могут по необходимости открываться и закрываться, регулируя, таким образом, воздушные потоки внутри здания. Действие бадгира может комбинироваться с другими соответствующими приборами и нагревательными элементами.
Высота башни позволяет использовать основанный на движении тёплых воздушных потоков так называемый «каминный эффект», а также поступление внутрь свежего воздуха и ветра. Если в здании жарко и царит повышенная температура, то в действие вступает «каминный эффект» (особенно частый в ночное время). Прохладный ночной воздух струится через бадгир в здание и охлаждает собирающие тепло разогретые стены. Они нагревают пришедший воздух, который поднимается обратно в бадгир и выходит наружу. Дополнительно стены башни и здания, особенно его крыши, также испускают ночью накопленное за день тепло. Помимо обеспечения здания свежим воздухом, бадгир служит целям качественной вентиляции всех помещений внутри дома, а также обеспечению достаточной влажности воздуха. От длины каналов бадгира зависят их теплоёмкость и тот объём воды, который бадгир способен аккумулировать для охлаждения и подпитки воздуха с целью повышения его влажности.
Бадгир в среднем понижает температуру на 12 °C по сравнению с уличной температурой.
Бадгиры также сооружаются над холодильными помещениями и подземными водохранилищами. Благодаря технологиям испарения и охлаждения, комбинациям давления внутри каналов башни, они способны даже в летние месяцы поддерживать низкие температуры, близкие к точке замерзания воды.

## Ветроуловители в Египте
Ветроуловители использовались уже в архитектуре Древнего Египта. В Британском музее можно увидеть изображение дома Неб-Аммуна периода 19-й династии (примерно 1300 лет до нашей эры) с бадгиром на нём. В Египте этот функциональный элемент известен под названием малькаф (араб. ملقف ‎).

## Галерея
- Африка
- Жилой дом в Древнем Египте с ветроуловителем. С картины в доме фараонов Неб-Аммун, Египет, который датируется 19-й династией, ок. 1300 г. до н. э. (Британский музей)[2][3]
- Миниатюра древнеегипетского дома с изображением ветроуловителей, датируемая ранним династическим периодом Египта, найденная в Абу-Роше недалеко от Каира. Сейчас в Лувре.
- Модель древнеегипетского дома с ветроуловителем, Музей Рёмера и Пелицеуса в Хильдесхайме
- Ветроуловители и араб. шукшейки затеняют узкие дворы с вентиляционной шахтой, Каирская цитадель.
- Ветроуловители в Хартуме, Судан

- Иран
- Бадгир Доулат-Абада в Йезде (Иран) — один из самых высоких существующих ветроуловителей
- Дом Боруджерди[англ.], в Кашане, центральный Иран. Построенный в 1857 году, он является прекрасным образцом древней персидской пустынной архитектуры. Два высоких бадгира охлаждают андаруни (двор) дома.
- Бадгир комплекса Гянджали Хана[англ.], в Кермане, Иран
- Дворец Голестан, в Тегеране, Иран
- Особняк Агазаде[англ.] имеет продуманную 18-метровую ветровую башню с двумя уровнями проемов, а также несколько небольших ветряных башен
- Ветровая башня снизу, внутри, показывает, что она частично закрыта.